# N 2 Gether Now
N 2 Gether Now è un singolo del gruppo musicale statunitense Limp Bizkit, pubblicato il 9 novembre 1999 come terzo estratto dal secondo album in studio Significant Other.

## Descrizione
Il brano vede la partecipazione del rapper statunitense Method Man (membro dei Wu-Tang Clan) e del dj americano DJ Premier  è stato pubblicato singolo quasi contemporaneamente a "Break Stuff". Ne esiste anche una versione su vinile, disponibile solo nel Regno Unito.
In alcune edizione del singolo la title track è presente nella versione remix di New Old Songs.
"N 2 Gether Now" fa parte anche della lista tracce di Greatest Hitz, raccolta pubblicata nel 2005.

## Tracce
CD singolo (Europa)
1. Break Stuff (Album Version) – 4:49
2. Crushed (Album Version) – 3:22
3. N 2 Gether Now (Album Version) – 3:56

- Re-Arranged (Music Video)

12" (Regno Unito)
- Lato A

1. N 2 Gether Now (Clean) – 3:56
2. N 2 Gether Now (Album Version) – 3:56

- Lato B

1. N 2 Gether Now (Instrumental) – 3:46

## Classifiche
| Classifica (2000) | Posizione massima |
| ----------------- | ----------------- |
| Stati Uniti       | 73                |